# We Are the Ones (musikalbum)
We Are the Ones är ett samlingsalbum av det norska black metal-bandet Susperia. Albumet gavs ut 2011 på bandets eget skivbolag Smg Records. Albumet består av en tidigare outgiven låt, "We are the Ones", tre tidigare utgivna låtar i nya, orkestrerade versioner, och remastrade versioner av låtarna från demoalbumet llusions of Evil (2000). Dessutom innehåller albumet låter "Nothing Remains" som Susperia deltog med i Norsk Melodi Grand Prix 2011.

## Låtförteckning
1. "We Are the Ones" – 5:22
2. "Devil May Care" (orkesterversion) – 6:16
3. "The Bitter Man" (orkesterversion) – 5:02
4. "Cut from Stone" (orkesterversion)	– 5:10
5. "Nothing Remains" – 3:01
6. "The Hellchild" (demo) – 4:40
7. "Illusions of Evil" (demo) – 5:47
8. "Of Hate We Breed" (demo) – 5:15
9. "The Coming of a Darker Time" (demo) – 3:30
10. "Behind Consecrated Walls" (demo) – 3:36

## Medverkande
Musiker (Skitliv-medlemmar)
- Athera (Pål Mathiesen) – sång
- Cyrus (Terje Andersen) – sologitarr, kompgitarr
- Elvorn (Christian Hagen) – kompgitarr
- Memnock (Håkon Didriksen) – basgitarr
- Tjodalv (Ian Kenneth Åkesson) – trummor